# Saïd ibn Zayd
 (mai 2020).
Said ibn Zayd est l'un des compagnons du prophète Mahomet. Il fut parmi les dix promis aux paradis. Il naquit vers 593-594, et mourut vers 671.
Son père était Zayd ibn Amr. Il était l'époux de Fatimah bint al-Khattab, sœur de Umar. 
Said ibn Zayd fut l'un des premiers convertis à l'islam. Il fut un temps secrétaire du Prophète et participa à de nombreuses batailles à ses côtés. Après la mort du Prophète, il continua de jouer un rôle important auprès des premiers califes qui le consultèrent régulièrement.